# Всеобщие выборы в Малайзии (1974)
Всеобщие выборы в Малайзии проходили с 2 августа по 14 сентября 1974 года во всех штатах, кроме штата Сабах. В результате выборов абсолютное большинство получил Национальный фронт (бывшая Партия альянса). Явка составила 75,1%.

## Результаты
| Партия                                        | Голоса    | %    | Места | +/-   |
| --------------------------------------------- | --------- | ---- | ----- | ----- |
| Национальный фронт                            | 1 287 400 | 60,8 | 135   | +58   |
| Партия демократического действия              | 387 845   | 18,3 | 9     | -4    |
| Национальная партия Саравака                  | 117 566   | 5,6  | 9     | 0     |
| Партия социальноий справедливости             | 105 718   | 5,0  | 1     | новая |
| Малайзийская социалистическая народная партия | 84 206    | 4,0  | 0     | новая |
| KITA                                          | 8 623     | 0,4  | 0     | новая |
| Независимая народная прогрессивная партия     | 1 356     | 0,1  | 0     | новая |
| Независимые                                   | 124 202   | 5,9  | 0     | -1    |
| Недействительные/пустые бюллетени             | 100 269   | —    | —     | —     |
| Всего                                         | 2 220 186 | 100  | 154   | +14   |
| Источник: Nohlen et al.                       |           |      |       |       |